# Politische Weltkunde
Das Schulfach Politische Weltkunde war Kernfach für die politische Bildung in der gymnasialen Oberstufe im Land Berlin. 2005 wurde es durch das Fach Politikwissenschaft ersetzt.
Es war als Additionsfach konzipiert, das historische, politologische, geographische, und wirtschaftliche Aspekte vereinigt.